# NGC 4216
NGC 4216 ist eine Balken-Spiralgalaxie vom Hubble-Typ SBb im Sternbild Jungfrau am Nordsternhimmel. Sie ist schätzungsweise 53 Millionen Lichtjahre von der Milchstraße entfernt und hat einen Durchmesser von etwa 130.000 Lichtjahren. 

Bei dem Objekt handelt es sich um eine sogenannte Edge-On-Galaxie, d. h. wir sehen sie nahezu in Kantenstellung. Die Spiralarme erscheinen hier als dunkle staubhaltige Wolken, beleuchtet vom  hellen Kern der Galaxie. 

Die Galaxie ist unter der Katalognummer VCC 167 als Teil des Virgo-Clusters gelistet.
Die Galaxie wurde am 17. April 1784 von dem deutsch-britischen Astronomen Wilhelm Herschel entdeckt.
Am 4. Januar 2024 wurde in NGC 4216 die Supernova SN 2024gy entdeckt.

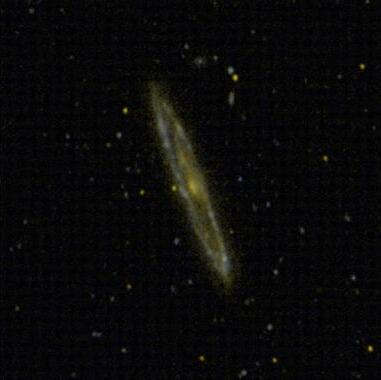
Die Galaxie NGC 4216 aufgenommen von Galaxy Evolution Explorer